# Johann Burckhardt Mencke

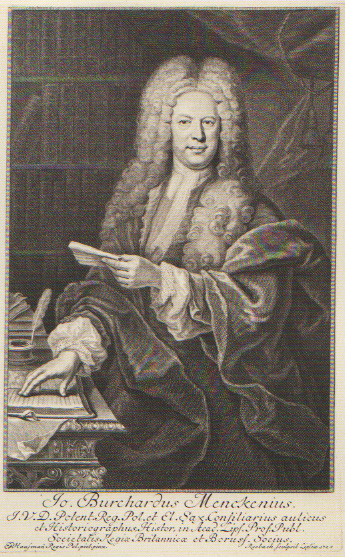
Johann Burckhard Mencke

Johann Burckhardt Mencke (Pseudonym: Philander von der Linde; auch: Johann Burkhard, Johann Burchard und latinisiert Burchardus Menckenius; * 8. April 1674 in Leipzig; † 1. April 1732 ebenda) war ein deutscher Gelehrter, Historiker und Dichter.

## Leben
Er war Sohn des Leipziger Ethik- und Politik-Professors Otto Mencke. Johann Burckhardt Mencke heiratete 1702 Katharina Margaretha Gleditsch (1684–1732) aus der Buchhändlerdynastie Gleditsch. Ihr gemeinsamer Sohn war der Jurist Friedrich Otto Mencke.
Mencke besuchte die Leipziger Nikolaischule, studierte Philosophie und Theologie und schloss 1694 als Magister artium ab. Anschließend reiste er durch die Niederlande, Frankreich und England. Als Nachfolger Adam Rechenbergs erhielt er 1699 die Professur in Geschichte an der Universität Leipzig. Parallel studierte er an der Universität Halle Jura und schloss 1701 mit der Promotion ab. Trotzdem wechselte er nicht an die Juristische Fakultät, sondern behielt den Lehrstuhl für Geschichte an der Philosophischen Fakultät. Zwischen 1707 und 1729 war er für sechs Amtszeiten Rektor der Universität Leipzig.
Von seinem Vater Otto Mencke übernahm er nach dessen Tod 1707 die Herausgeberschaft der Zeitschrift Acta Eruditorum, ab 1715 gab er zudem die Neuen Zeitungen von gelehrten Sachen heraus. Unter dem Pseudonym Philander von der Linde schrieb er Gedichte. Er war Schirmherr der 1697 gegründeten Görlitzer Poetengesellschaft, ab 1717 Vorsteher der „Teutschübenden poetischen Gesellschaft“ zu Leipzig, aus der unter Johann Christoph Gottsched 1727 die Deutsche Gesellschaft hervorging. Außerdem machte er sich durch Herausgabe der "Scriptores rerum Germanicarum praecipue Saxonicarum" (Leipzig 1728–30, 3 Bde.) bekannt.
Mencke wurde 1708 zum kurfürstlich-sächsischen Historiographen (als Nachfolger Wilhelm Ernst Tentzels) und im Jahr darauf zum königlich-polnischen Rat ernannt. Ab 1723 trug er den Titel Hofrat. Er war Vertreter der Universität Leipzig bei der Versammlung der Sächsischen Landstände (Landtag). 1726 wurde er als auswärtiges Mitglied in die Königlich Preußische Sozietät der Wissenschaften aufgenommen.
Er führte das Wort Scharlatan in die deutsche Sprache ein.

## Schriften  (Auswahl)
- Schediasma De Commentariis Historicis, Quos Galli Memoires Vocant. (Respondent: Heinrich August Hanses) 1711. (Digitalisat)
- De Charlataneria Eruditorum Declamationes Duae. Gleditsch, Leipzig 1715. (Digitalisat)
- Zwey Reden von der Charlatanerie oder Marcktschreyerey der Gelehrten. Gleditsch, Leipzig 1716. (Digitalisat)
- ab 1715: Neue Zeitungen von gelehrten Sachen (später als Compendiöses Gelehrten-Lexicon)
- 1725: Vernünfftiger Momus der die Fehler der Menschen auff eine Satyrische Arth durchziehet (Digitalisat )
- Scriptores rerum Germanicarum praecipue Saxonicarum. 3 Bände. Martinus, Leipzig 1728–1730. (Digitalisat Band 1), (Band 2), (Band 3)